# Jamaikanische Badmintonmeisterschaft 1941
Die Jamaikanische Badmintonmeisterschaft 1941 fand in Kingston statt. Es war die fünfte Austragung der nationalen Titelkämpfe im Badminton von Jamaika.	

## Titelträger
| Disziplin    | Sieger                    |
| ------------ | ------------------------- |
| Herreneinzel | Percy Wates               |
| Dameneinzel  | Elaine Harris             |
| Herrendoppel | Percy Wates Patrick Clerk |
| Damendoppel  | Elaine Harris H. Wortley  |
| Mixed        | Percy Wates Elaine Harris |